# La vita straordinaria di David Copperfield
La vita straordinaria di David Copperfield (The Personal History of David Copperfield) è un film del 2019 scritto e diretto da Armando Iannucci.
Basato sul romanzo David Copperfield di Charles Dickens, la pellicola ha come protagonista Dev Patel nel ruolo di Copperfield, insieme a Peter Capaldi, Hugh Laurie, Tilda Swinton e Ben Whishaw.

## Trama
La vita di David Copperfield è raccontata cronologicamente dalla sua nascita ad oggi. David ha una vita idilliaca e viene portato a visitare la famiglia della sua tata Peggoty nella loro casa-barca a Yarmouth. Al suo ritorno la giovane e vedova madre Clara ha sposato il sinistro e crudele Mr. Murdstone, che picchia il ragazzo. Il maltrattato David Copperfield viene mandato a lavorare nella fabbrica di Murdstone, dove alloggia con il signor Micawber e la sua famiglia, che sono perseguitati dai loro creditori.
Dopo essere stato informato della morte e del funerale di sua madre, David fugge dalla sua vita di duro lavoro e si rifugia dalla sua ricca zia Betsey Trotwood, che vive con il suo inquilino, l'eccentrico Mr. Dick. Dopo aver attraversato una serie di problemi a causa di Steerforth e Uriah Heep, Betsey Trotwood finanzia l'ambizione di David di diventare un gentiluomo e scrittore.

## Promozione
Il primo trailer del film insieme al primo poster sono stati pubblicati il 2 ottobre 2019.

## Distribuzione
Il film è stato presentato in anteprima mondiale al Toronto International Film Festival il 5 settembre 2019 e in anteprima europea il 2 ottobre 2019 come film d'apertura del 63° BFI London Film Festival. Fox Searchlight Pictures ha acquisito i diritti di distribuzione negli Stati Uniti. È uscito nelle sale statunitensi 10 gennaio 2020, mentre in quelle italiane a partire dal 16 ottobre.

## Riconoscimenti
- 2019 - British Independent Film Awards[6][7]
  - Miglior attore non protagonista a Hugh Laurie
  - Miglior sceneggiatura a Armando Iannucci e Simon Blackwell
  - Miglior casting a Sarah Crowe
  - Migliori costumi a Suzie Harman e Robert Worley
  - Miglior scenografia a Cristina Casali
  - Candidatura per il miglior film indipendente britannico
  - Candidatura per il migliore attore a Dev Patel
  - Candidatura per la migliore attrice non protagonista a Tilda Swinton
  - Candidatura per la migliore fotografia a Zac Nicholson
  - Candidatura per il miglior montaggio a Mick Audsley e Peter Lambert
  - Candidatura per il miglior trucco e acconciature a Karen Hartley-Thomas
- 2021 - Satellite Award[8]
  - Candidatura per il miglior film commedia o musicale
  - Candidatura per il miglior attore in un film commedia o musicale a Dev Patel
  - Candidatura per la migliore scenografia a Cristina Casali e Charlotte Dirickx
  - Candidatura per i migliori costumi a Suzie Harman e Robert Worley